# Source X ultralumineuse

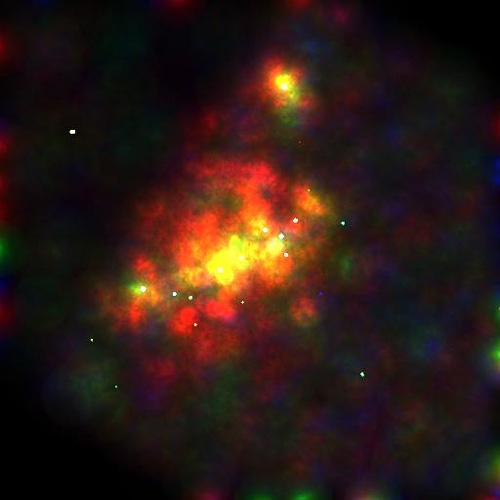
Image de deux sources X ultralumineuses se situant dans NGC 4485 et NGC 4490. Cette image a été prise par le télescope spatial Chandra

En astrophysique, une source X ultralumineuse (de l'anglais Ultraluminous X-ray source), abrégée ULX désigne un objet astrophysique extrêmement lumineux dans le domaine des rayons X qui n'est pas le trou noir supermassif du centre d'une galaxie (dans ce cas, on parle de quasar ou d'AGN). Le seuil de puissance rayonnée dans le domaine des rayons X (typiquement dans la bande 0,1-6 keV) est de 1032 watts, soit plus de 250 000 fois la puissance émise par le Soleil dans tous les domaines de longueur d'onde. La puissance émise est mesurée connaissant la densité de flux reçue de l'objet et sa distance, en supposant son émission isotrope. La désignation d'ultralumineux provient de ce qu'a priori seuls des objets atypiques peuvent rayonner une telle quantité d'énergie. En effet, l'émission importante de rayons X s'interprète en général comme étant due à l'accrétion de matière par un objet compact, typiquement une étoile à neutrons ou un trou noir. Le taux maximal d'accrétion, et par suite la luminosité dégagée par le processus (en supposant celui-ci stationnaire, voir ci-dessous) est cependant limité par la masse de l'objet. Cette limite est appelée luminosité d'Eddington, du nom de l'astronome anglais Arthur Eddington. Une source X ultralumineuse nécessite en général d'avoir affaire avec un objet extrêmement massif.

## Nature des sources X ultralumineuses
Une source X ultralumineuse donne essentiellement lieu à trois interprétations possibles : soit l'objet accrétant est suffisamment massif pour que sa luminosité élevée reste inférieure à la luminosité d'Eddigton, soit sa luminosité est supérieure à celle d'Eddington, soit enfin il y a une erreur d'interprétation dans la luminosité de l'objet.

### Trous noirs massifs
La luminosité d'Eddington a pour valeur, en unité de luminosité solaire,
{\displaystyle L_{\rm {Edd}}=3,\!3\times 10^{4}\left({\frac {M}{M_{\odot }}}\right)L_{\odot }},
où {\displaystyle M/M_{\odot }} représente la masse de l'objet accrétant en unité de la masse du Soleil. Une source X ultralumineuse nécessite donc un objet accréteur d'une masse au moins égale à huit masses solaires. La théorie des étoiles à neutrons indique que de tels objets ne peuvent dépasser une masse de 2 ou 3 masses solaires (le chiffre exact n'est pas connu avec précision, il dépend de la structure de l'équation d'état de la matière qui décrit ces objets). Un objet de 8 masses solaires ou plus ne peut donc pas être une étoile à neutrons, c'est donc un trou noir. De tels trous noirs sont des candidats potentiels pour expliquer les ULX. Il faut cependant que ceux-ci soient suffisamment massifs. Les trous noirs se divisent en trois classes, trou noir stellaire (issu de l'effondrement gravitationnel d'une étoile massive), trou noir supermassif, beaucoup plus massif, situé au centre des galaxies, et trou noir intermédiaire d'une masse comprise entre celle de ces deux classes d'objets. Un trou noir stellaire massif (10 masses solaires ou plus) ou un trou noir intermédiaire est un candidat possible au statut d'ULX.

### Objet super Eddington
Il est possible que la luminosité d'un objet excède la luminosité d'Eddington, on parle dans ce cas d'objet « super Eddington », mais dans ce cas, le dégagement d'énergie se traduit par une modification de la structure de l'objet. En effet, la luminosité d'Eddington se calcule en supposant l'objet en équilibre hydrostatique. Une supernova est un exemple extrême d'objet dont la luminosité excède (de beaucoup) la luminosité d'Eddington. Un rémanent de supernova peut lui aussi être extrêmement lumineux. La Nébuleuse du Crabe, le rémanent de supernova le plus lumineux connu rayonne plusieurs centaines de milliers de fois plus que le Soleil (quoique pas uniquement dans le domaine des rayons X). Cependant, cet état n'est que transitoire, et à mesure que le rémanent s'étend, il devient de moins en moins lumineux.

### Erreurs d'interprétation
Deux types d'erreurs peuvent mener à une mauvaise estimation de la luminosité de l'objet :
- d'une part, la distance réelle de l'objet peut différer de celle estimée, par exemple s'il s'agit d'un quasar situé en arrière-plan d'une galaxie. La source X peut être attribuée à tort à l'objet d'avant-plan, alors qu'elle est en réalité le cœur du quasar d'arrière-plan. Celui-ci est encore plus lumineux, mais sa nature est plus commune, à savoir le trou noir supermassif de la galaxie hôte du quasar ;
- d'autre part, l'émission de l'objet peut être anisotrope. Si le maximum d'émission est dirigée vers la Terre avec une émission concentrée en deux jets fins, la luminosité totale déduite en supposant l'émission isotrope peut être considérablement surévaluée. Dans ce cas, la luminosité réelle de la source est en réalité bien inférieure à celle estimée et provient d'un objet plus typique.

## Répartition des ULX
Les ULX sont des objets rares. Aucun n'est recensé dans notre Galaxie. Un seul est recensé dans la Galaxie du Triangle (M33), sous le nom de M33 X-8. C'est d'ailleurs la plus forte source de rayons X de tout le Groupe local. On trouve rarement plusieurs ULX par galaxie.
M82 X-1, situé dans la galaxie M82 (parfois appelée galaxie du Cigare en raison de sa forme), découvert en 1994, est une source de rayons X très intense (jusqu'à 1034 W) considérée comme étant un potentiel trou noir intermédiaire de plus de 1000 masses solaires.
NGC 5204 X-1 est une source émettant environ 3×1032 W, situé dans la galaxie NGC 5204. Sa contrepartie optique est connue, il s'agit d'une étoile de type spectral B. Un trou noir stellaire de masse élevée est considéré comme l'objet compact le plus probable de cette source.